# Rzeplin (Petite-Pologne)
Pour les articles homonymes, voir Rzeplin.
Rzeplin est une localité polonaise de la gmina de Skała, située dans le powiat de Cracovie en voïvodie de Petite-Pologne.